# Weissenstein BE
| BE ist das Kürzel für den Kanton Bern in der Schweiz. Es wird verwendet, um Verwechslungen mit anderen Einträgen des Namens Weissenstein zu vermeiden. |

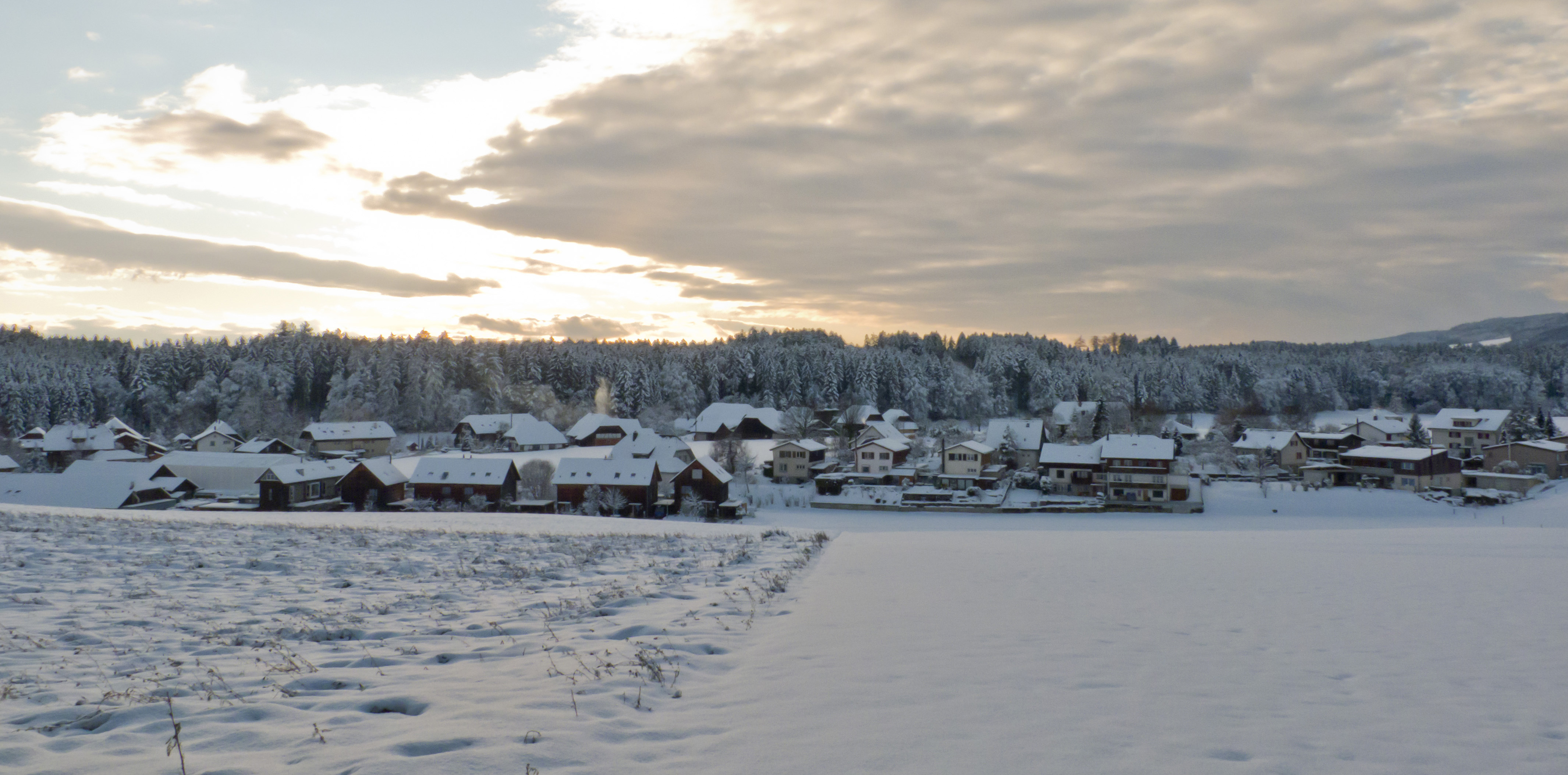
Weissenstein bei Meikirch

Weissenstein ist ein Weiler in der Gemeinde Meikirch im Schweizer Kanton Bern.

## Geographie
Der Weiler liegt gute 11 Kilometer von Bern sowie Aarberg entfernt und ca. 2 Kilometer südöstlich von Meikirch. Er wird von zwei Buslinien erschlossen (Haltestelle Ortschwaben, Weissenstein Abzw).
Weissenstein besteht wesentlich aus der Sägerei und Zimmerei Hügli AG sowie einigen Bauernbetrieben und Wohnhäusern. 
Koordinaten: 46° 59′ 59″ N, 7° 22′ 57″ O; CH1903: 595725 / 205400